# 贅沢品としての信念
贅沢品としての信念（ぜいたくひんとしてのしんねん、英: Luxury belief）とは、上流階級の人々に低コストでステータスを付与する一方で、下流階級の人々にコストを課す考えや意見である。この用語は、貧困層や疎外された人々の生活体験から乖離していると見なされる特権的な個人に対してしばしば適用される。そのような個人は、自身のエリートとしての地位を示す政治的・社会的信念を持っているとされるが、それらは最も影響力の少ない人々に悪影響を及ぼすと主張される。何が贅沢品としての信念と考えられるかは必ずしも一貫しておらず、人によって異なる可能性があり、この用語一般は論争の的となっている。

## 起源
この用語は、社会評論家のロブ・ヘンダーソンによって2019年に造られた新語である。これは、主に裕福なアメリカ人の間で、自分たちの信念を社会的地位を誇示する方法として使用するという、一部が主張する現代の傾向を表している。しかし、社会学においてこの現象の認識は、用語自体よりも先行している。『ニューヨーク・タイムズ』のビデオオピニオン記事でロブ・ヘンダーソンは、贅沢品としての信念を「特権的な人々が持つ、彼らを良く見せるが実際には疎外された人々に害を与える考え」と定義している。彼は贅沢品としての信念を美徳シグナリングと比較し、警察の資金削減を「典型的な贅沢品としての信念」として挙げ、他の例として薬物の非犯罪化、SATの廃止、結婚の否定を挙げている。

## 詳細
ダグ・レモフらは2023年に、ヘンダーソンの贅沢品としての信念の概念を「それを持つ人々に社会的地位を与えるが、その実践的な結果において他者を傷つける考え」と説明した。ケント大学の政治学教授であるマシュー・グッドウィンは2023年にさらに、そのような信念は「もはや金銭、財産、肩書きや教育を通じて誰かの地位や道徳的価値を測るのではなく、新たな考えや信念のレンズを通じて測る人々」によって保持されていると主張した。
結婚と核家族が代替的な家族形態よりも優れているわけではないという信念は、しばしば贅沢品としての信念として引用されると主張する者もいる。これは、家族の不安定性（少なくともこの用語を支持する一部の人々によれば、非核家族と同一視される）が子供たちにとってより悪い結果をもたらすという証拠があるにもかかわらずである。この概念の支持者によると、そのような信念を持つことはエリートにとって流行とみなされるが、家族の不安定性を経験する子供たちなど、実際に関与する人々への影響は有害であるとされる。

## 批判
2024年のユニバーシティ・カレッジ・ダブリンのワーキングペーパーは、シグナリングゲームを用いて個人が高い地位をシグナルするためにイデオロギーを使用しているかどうかを測定した。この研究は、贅沢品としての信念が左翼的な政治的見解と関連しているものの、個人がそれらをシグナルとして使用しているという証拠はないと結論付けた。代わりに、贅沢品としての信念は大学在学をシグナルするだけのようであった。
2024年1月、『ニューヨーク・タイムズ』は論説記者ジェシカ・グロースの記事を掲載し、そこで彼女は贅沢品としての信念の概念とその影響について懐疑的な見解を示した。これはエリートと一般的に関連付けられているにもかかわらずである。彼女の批判は、ヘンダーソンがイェール大学の同級生の例を挙げた事例に焦点を当てており、その同級生は安定した両親の家庭出身で自身もその慣行を継続する意向があるにもかかわらず、一夫一婦制と結婚を批判していたというものであった。グロースは、エリート大学の学生が持つ信念が不釣り合いに大きな影響力を持つ可能性があるという議論があるにもかかわらず、結婚が無関係だと述べる著名な政治家や企業のリーダーをまだ聞いたことがないと指摘した。記事全体を通じて、グロースは結婚に対する見方の低下を説明し得る様々な交絡因子を強調している。彼女は以下のように結論付けている。
「エリートを非難し、彼らの発言を選択的に取り上げ、時間の経過とともに結婚率の低下について道徳的パニックを引き起こすのは簡単である。両親が結婚していなくても、より少ない子供たちが貧困の中で生活するように―これが本当にこの全ての焦点であるべきだが―セーフティネットを意味のある形で拡大するのは難しい」。

## 政治家による言及
2023年10月、元英国内務大臣のスエラ・ブレイバーマンは演説で、不法移民、ネットゼロ、常習犯罪者への支持が贅沢品としての信念であると主張した。